# くぼた尚子
くぼた 尚子（くぼた なおこ、1957年2月12日 - ）は、日本の漫画家。東京都出身。
1979年（昭和54年）、「こっちむいてセンセ!」で第4回白泉社アテナ大賞第2席を受賞し、翌1980年に同作でデビュー。『LaLa』（白泉社）を中心に活躍していたが、『Asuka』（角川書店）創刊時以降はAsukaを活動の中心とする。

## 作品リスト

### 漫画作品
★は連載作品。
- こっち向いてセンセ！（『LaLa』1980年2月号） - デビュー作。
- 魔法じかけで恋をして（『LaLa増刊号』1980年4月号）
- たとえば５年の後（『LaLa』1980年8月号）
- こ・い・び・と未満（『LaLa増刊号』1980年11月号）
- ★ ぱるこのぱ（『LaLa』1981年2月号 - 1981年4月号）
- ハロー・ガール（『LaLa』1981年8月号） - 『煙草にルージュ』に収録。
- 夢みていたい（『LaLa増刊号』1981年8月号）
- シネマ・シティ（『LaLa増刊号』1981年10月号） - 『煙草にルージュ』に収録。
- バースディ（『LaLa』1981年12月号）
- もういちどポップコーン（『LaLa増刊号』1982年2月号）
- ★ 煙草にルージュ（『LaLa』1982年5月号 - 1982年7月号） - 『煙草にルージュ』に収録。
- FLAPPER '82（『LaLa』1982年10月号,11月号）
- そらまめがいっぱい ＜紐育フラッパー'57＞（『LaLa』1983年1月号） - 『そらまめがいっぱい』に収録。
- 武蔵野幻想（『LaLa増刊号』1983年4月号） - 『Girls 女子高生危機一髪』に収録。
- 天使たちの時間 ＜紐育フラッパー'57＞（『LaLa』1983年5月号） - 『そらまめがいっぱい』に収録。
- 聖子・17歳・1983夏（『LaLa』1983年8月号） - 『クリスマスのすすめ』に収録。
- Ten Years After（『LaLa増刊号』1983年9月号） - 『朝も昼も夜も』に収録。
- 危険がいっぱい ＜紐育フラッパー'57＞（『LaLa増刊号』1983年12月号） - 『そらまめがいっぱい』に収録。
- 自立のすすめ ＜聖子・17歳・1983冬＞（『LaLa』1984年1月号） - 『クリスマスのすすめ』に収録。
- ★ さよならは言わない（『LaLa』1984年3月号 - 1984年7月号） - 『さよならは言わない』に収録。
- 夜の水槽（『LaLa増刊号』1984年10月号） - 『朝も昼も夜も』に収録。
- クリスマスのすすめ（『LaLa』1984年12月号） - 『クリスマスのすすめ』に収録。
- クラシック浪漫（『別冊LaLa』1985年3月号）
- 春の空の灰色（『LaLa』1985年4月号）
- ★ 探偵日記（『LaLa』1985年7月号,11月号,1986年3月号,7月号,12月号,1987年9月号,10月号） - 『探偵日記』に収録。
- 子育てのすすめ ＜聖子シリーズ番外編＞（『LaLa増刊Wendy』1985年2号） - 『クリスマスのすすめ』に収録。
- ★ 街に雨の降る如く（『ASUKA』1986年2月号 - 5月号） - 『街に雨の降る如く』に収録。
- いっただきまんもす（『MISSY』1986年8月号） - 『たまさかにロマンチック』に収録。
- ★ 明るい家庭のつくり方（『ASUKA』1986年10月号,1987年5月号,9月号,12月号,1988年5月号,1989年12月号） - 『明るい家庭のつくり方』に収録。
- 土曜日竹芝埠頭で（『ASUKA』1987年2月号） - 『たまさかにロマンチック』に収録。
- 紐育ロマンス（『I』1987年3月号） - 『明るい家庭のつくり方(2)』に収録。
- ミス・マーシャルのスキャンダル（『mimi Excellent』1987年5号）
- たまさかにロマンチック（『ASUKA』1988年2月号） - 『たまさかにロマンチック』に収録。
- ハネムーン・パニック（『mimi』1988年10号） - 『新・明るい家庭のつくり方(2)』に収録。
- Miss You（『ASUKA』1988年8月号） - 『たまさかにロマンチック』に収録。
- ミスター・ロスの10日間（『mimi Excellent』1987年9号）
- ★ Girls（『ASUKA』1988年11月号 - 1989年1月号） - 『Girls 女子高生危機一髪』に収録。
- once more（『Silky SHOWER』1989年2月号） - 『ハートの浮力』に収録。
- やさしい夜を待って（『mimi』1989年9号） - 『東京住宅事情』に収録。
- 朝も昼も夜も（『ASUKA』1989年5月号） - 『朝も昼も夜も』に収録。
- 水のかたち（『ASUKA』1989年8月号） - 『朝も昼も夜も』に収録。
- ★ 午前0時の冷蔵庫（『Sakura』1989年10月号 - 1993年2月号） - 秋本尚美と共著、『午前0時の冷蔵庫』に収録。
- ★ 東京住宅事情（『mimi』1990年5号,11号,18号,1991年12号 - 14号） - 『東京住宅事情』に収録。
- 星霜夜（『YOUNG ROSE』1990年3月号） - 『ハートの浮力』に収録。
- がんばれアッシーくん（『YOUNG ROSE』1990年6月号） - 『新・明るい家庭のつくり方(2)』に収録。
- ハートの浮力（『YOUNG ROSE』1990年9月号） - 『ハートの浮力』に収録。
- ★ 明るい家庭のつくり方（『YOUNG ROSE』1990年12月号,1991年3月号,6月号,9月号,1992年3月号,5月号,7月号 - 9月号,1993年4月号,8月号,1996年4月号） - 『新・明るい家庭のつくり方』に収録。
- 主婦の日常（『Sakura』1991年8月号） - 『ハートの浮力』に収録。
- ワタシがパーティを苦手な理由（『Bonita Eve』1991年12月号）
- 聖夜の出来事（『YOUNG ROSE』1991年12月号） - 『新・明るい家庭のつくり方(3)』に収録。
- 中島みゆきニューアルバム「歌でしか言えない」曲紹介4コママンガ（『mimi』1991年23・24合併号） - 「C.Q.」、「おだやかな時代」
- フラットな彼女（『FEEL YOUNG』1992年3月号） - 『フラットな彼女』,『極楽蝶々』(宙出版版)に収録。
- 未明の顛末（『かれん』1992年12月号） - 『フラットな彼女』に収録。
- ★ 今日も上機嫌（『Sakura』1993年3月号 - 1994年1月号） - 秋本尚美と共著
- 月・の・ような（『FEEL YOUNG』1993年3月号） - 『フラットな彼女』,『極楽蝶々』(宙出版版)に収録。
- 空々漠々－ふわふわ－（『FEEL YOUNG』1993年8月号） - 『フラットな彼女』,『極楽蝶々』(宙出版版)に収録。
- ★ 犬の生活（『YOUNG ROSE Lunch Time』1993年9月30日号,1994年3月31日号,8月31日号） - 『ポチといっしょ(1)』に収録。
- 人魚のしっぽ（『Ami Jour』1993年11月号） - 『極楽蝶々(1)』(祥伝社版),『幸せな結婚 パール －純粋無垢』に収録。
- ★ 極楽蝶々（『FEEL YOUNG』1993年11月号,1994年3月号,7月号,11月号,1995年3月号,7月号,10月号,1996年2月号,6月号,8月号 - 10月号） - 『極楽蝶々(1)』(祥伝社版),『極楽蝶々』(宙出版版)に収録。
- 今日も上機嫌 番外編 ポチ、学校へ行くの巻（『Sakura』1994年2月号） - くぼた尚子単独名義
- 初恋の消息（『YOUNG ROSE』1994年4月号） - 『新・明るい家庭のつくり方(4)』に収録。
- ★ 夏の娘たち（『YOUNG ROSE』1994年8月号,1995年8月号） - 『夏の娘たち』に収録。
- 冬休み（『YOUNG ROSE』1994年12月号） - 『夏の娘たち』に収録。
- 水にうつる月（『YOUNG ROSE』1995年4月号） - 『YOUNG ROSE ラヴストーリー・アンソロジーI』に収録。
- ★ 犬の生活（『YOUNG ROSE』1995年10月号,1997年3月号,5月号,7月号） - 『ポチといっしょ(1)』に収録。
- 冬来たりなば －夏の娘たち－（『YOUNG ROSE』1995年12月号） - 『夏の娘たち』に収録。
- 梅田みか（原作）愛された娘（『YOUNG ROSE』1997年5月号） - 『愛された娘』に収録。
- 永遠の1/2（『YOUNG ROSE』1997年8月号） - 『愛された娘』に収録。
- ★ きらきら（『Kiss』1997年13号,17号,1998年5号,9号,13号,17号,21号,1999年1号,5号,10号） - 『きらきら』に収録。
- ★ ポチといっしょ（『Kiss Carnival』1998年1月号 - 3月号） - 『ポチといっしょ(1)』に収録。
- ★ ポチといっしょ（『Kiss』1998年7号,9号,11号,13号,15号,16号,18号,20号,22号,24号,1999年2号 - 4号,6号,7号,9号,11号 - 13号,15号 - 17号,19号 - 21号,23号,24号,2000年1号,3号 - 5号,7号 - 9号,11号,13号,14号,16号 - 18号,20号 - 22号,24号,2001年1号,2号,4号 - 6号,8号 - 10号,12号 - 14号,16号 - 18号,20号 - 22号,24号,2002年1号,2号,4号 - 6号,8号 - 10号,12号 - 14号,16号 - 18号,20号,21号,23号,24号,2003年1号,3号 - 5号,7号 - 9号,11号 - 13号,15号 - 17号,19号 - 21号,23号,24号,2004年1号,3号 - 5号,7号 - 9号,11号,12号,15号 - 17号,19号 - 21号） - 『ポチといっしょ』に収録。
- ★ きらきら（『Kiss Carnival』1999年8月号,10月号,12月号,2000年2月号） - 『きらきら』に収録。
- 夏樹静子（原作）ひとり旅（『Hiミステリー』1999年8月号）
- ハートのシンパシィ（『Silky』2000年6月号）
- 夏に恋して（『Kiss Carnival』2000年6月号）
- 家族団欒図（『Kiss Carnival』2000年8月号）
- 女ともだち（『Kiss Carnival』2000年11月号）
- 竹井家の人々（『まんがくらぶ オリジナル』2000年12月号）
- ハートがYESと言っている（『Silky』2001年2月号）
- まんが家リレーエッセイ VOL.32（『Elegance イブ』2001年5月号）
- マルガリータの夢（『幸せな気分』No.4）
- ハートに愛の旋律（『Silky』2001年12月号）
- ハートの温度（『Silky』2002年2月号）
- 贅沢なハート（『Silky』2002年10月号）
- 嘘つきなハート（『Silky』2003年2月号）
- 昼の三日月（『デジール』2003年6月号）
- 彼と彼女
- 家族日和（『デジール』2003年10月号）
- たたかうおかあさん（『デジール』2004年2月号）
- 春爛漫（『デジール』2004年4月号）
- 神様のお気にいり（『デジール』2004年6月号）
- 彼女のアリバイ（『デジール』2004年8月号）
- 恋はまだ終わらない（『デジール』2004年10月号）
- 雲の行方（『デジール』2004年12月号）
- 不機嫌なシンデレラ（『デジール』2005年2月号）
- うちのこいちばん（『デジール』2005年4月号）
- きっと、次の曲り角で（『デジール』2005年8月号）
- 扉の向こう側（『幸せな結婚』2005年10月号）
- ママとわたし（『デジール』2005年12月号）
- 家族のスケッチ（『デジール』2006年4月号）
- スイート（『幸せな結婚』2006年4月号）
- 眠れぬ夜をかぞえて
- おかあさんの憂鬱（『デジール』2006年8月号）
- シアワセな子供
- ★ ネコのひとりごと（『まんがタイム ラブリー』2007年3月号 - 2009年1月号）
- わんこ日和（『大好き!わんこ』vol.2）
- 腕をくんで歩こう（『Jourすてきな主婦たち』2007年12月号）
- キャシー・ウィリアムズ（原作）富豪の愛人（『HQ comic』2008年6月号） - 『富豪の愛人』に収録。
- クールでいこう（『Jourすてきな主婦たち』2008年7月号）
- ミランダ・リー（原作）ダーリンをさがして（『HQ comic』2008年12月号） - 『富豪の愛人』に収録。
- マーナ・マッケンジー（原作）ひと夏だけの夢（『HQ comic』2009年4月号） - 『口にできない愛』に収録。
- アマンダ・ブラウニング（原作）口にできない愛（『ハーレクイン オリジナル』2009年11月号） - 『口にできない愛』に収録。
- 東野圭吾（原作）通りゃんせ（『サスペリア ミステリー』2010年3月号） - 『東野圭吾ミステリー2』,『東野圭吾ミステリー傑作選2』に収録。
- リンダ・グッドナイト（原作）幸せの青い蝶（『ハーレクイン オリジナル』2010年4月号） - 『幸せの青い蝶』に収録。
- 石持浅海（原作）酬い（『サスペリア ミステリー』2010年7月号）
- ジュリア・ジェイムズ（原作）氷の令嬢（『ハーレクイン オリジナル』2010年10月号） - 『幸せの青い蝶』に収録。
- 赤川次郎（原作）三毛猫ホームズの通信簿（『サスペリア ミステリー』2010年11月号） - 『三毛猫ホームズ ミステリー&サスペンスセレクション2』に収録。
- 石持浅海（原作）白衣の意匠（『サスペリア ミステリー』2011年4月号）
- 石持浅海（原作）陰樹の森で（『サスペリア ミステリー』2011年11月号）
- 石持浅海（原作）大地を歩む（『サスペリア ミステリー』2012年9月号）
- ダーリーン・スカレーラ（原作）あの夜をさがして（『別冊ハーレクイン』Vol.14） - 『あの夜をさがして』に収録。
- キャシー・ウィリアムズ（原作）恋の病は治らない（『ハーレクイン オリジナル』2014年1月号） - 『恋の病は治らない』に収録。
- アネット・ブロードリック（原作）わたしの中の他人（『増刊ハーレクイン』2014年秋号） - 『わたしの中の他人』に収録。
- リンダ・R・ウィズダム（原作）ナイスガイはどこへ（『別冊ハーレクイン』Vol.44）
- ペニー・ジョーダン（原作）甘い闇の記憶（『ハーレクイン オリジナル』2016年3月号）
- ジェシカ・ハート（原作）ボスとの約束（『別冊ハーレクイン』Vol.67）
- トリッシュ・ワイリー（原作）あの夜にさよならを（『ハーレクイン オリジナル』2018年4月号）
- ジェシカ・スティール（原作）雨のなかの出会い（『ハーレクイン オリジナル』2019年2月号）
- ハイディ・ライス（原作）情熱の一夜の忘れ物（『増刊ハーレクイン』2020年2月号）
- ジェニファー・ヘイワード（原作）大富豪に恋した操り人形（『ハーレクイン』2021年1/6号(01号)）
- ハイディ・ライス（原作）アマルフィの純真（『ハーレクイン』2022年2/21号(04号)）
- サラ・クレイヴン（原作）私の中のイヴ（『ハーレクイン』2023年11/6号(21号)）

### 書籍

#### 漫画単行本
- 『煙草にルージュ』、白泉社 〈花とゆめコミックス〉 1983年3月25日第1刷発行（1983年3月発売）、ISBN 4-592-11685-2、新書判
- 『そらまめがいっぱい』、白泉社 〈花とゆめコミックス〉 1984年3月24日第1刷発行（1984年3月発売）、ISBN 4-592-11551-1、新書判
- 『さよならは言わない』、白泉社 〈花とゆめコミックス〉 1984年8月22日第1刷発行（1984年8月発売）、ISBN 4-592-11713-1、新書判
- 『クリスマスのすすめ －聖子シリーズ－』、白泉社 〈花とゆめコミックス〉 1985年12月25日第1刷発行（1985年12月発売）、ISBN 4-592-11760-3、新書判
- 『探偵日記』、白泉社 〈花とゆめコミックス〉、全2巻、新書判
  1. 1986年5月25日第1刷発行（1986年5月発売）、ISBN 4-592-11552-X
  2. 1987年12月25日第1刷発行（1987年12月発売）、ISBN 4-592-11553-8
- 『街に雨の降る如く』、角川書店 〈あすかコミックス〉 1987年10月17日初版発行（1987年10月発売）、ISBN 4-04-924024-6、新書判
- 『明るい家庭のつくり方』、角川書店 〈あすかコミックス〉、全2巻、新書判
  1. 1988年4月17日初版発行（1988年4月発売）、ISBN 4-04-924041-6
  2. 1990年2月17日初版発行（1990年2月発売）、ISBN 4-04-924140-4
- 『たまさかにロマンチック』、角川書店 〈あすかコミックス〉 1988年9月17日初版発行（1988年9月発売）、ISBN 4-04-924062-9、新書判
- 『Girls 女子高生危機一髪』、角川書店 〈あすかコミックス〉 1989年6月17日初版発行（1989年6月発売）、ISBN 4-04-924099-8、新書判
- 『朝も昼も夜も』、角川書店 〈あすかコミックス〉 1990年6月17日初版発行（1990年6月発売）、ISBN 4-04-924164-1、新書判
- 『新・明るい家庭のつくり方』、角川書店 〈ヤングロゼコミックス〉、全4巻、B6判
  1. 1991年10月16日初版発行（1991年10月発売）、ISBN 4-04-928011-6
  2. 1992年6月16日初版発行（1992年6月発売）、ISBN 4-04-928020-5
  3. 1992年10月16日初版発行（1992年10月発売）、ISBN 4-04-928024-8
  4. 1996年7月16日初版発行（1996年7月発売）、ISBN 4-04-928082-5
- 『東京住宅事情』、講談社 〈ミミKC〉 1991年10月12日第1刷発行（1991年10月発売）、ISBN 4-06-170346-3、新書判
- 『フラットな彼女』、祥伝社 〈フィールヤングコミックス〉 1993年10月15日初版第1刷発行（1993年10月発売）、ISBN 4-396-76082-5、B6判
- 『ハートの浮力』、角川書店 〈ヤングロゼコミックス〉 1993年12月16日初版発行（1993年12月発売）、ISBN 4-04-928045-0、B6判
- 『極楽蝶々1』、祥伝社 〈フィールヤングコミックス〉 1995年2月15日初版第1刷発行（1995年2月発売）、ISBN 4-396-76120-1、B6判
- 『極楽蝶々』、宙出版 〈ミッシィコミックス〉、全3巻、B6判
  1. （宙出版版）（2000年12月発売）、ISBN 4-87287-451-X
  2. 2001年1月10日初版第1刷発行（2000年12月発売）、ISBN 4-87287-452-8
  3. 2001年2月15日初版第1刷発行（2001年1月発売）、ISBN 4-87287-463-3
- 『夏の娘たち』、角川書店 〈ヤングロゼコミックス〉 1996年3月16日初版発行（1996年3月発売）、ISBN 4-04-928074-4、B6判
- 『きらきら』、講談社 〈Kiss KC〉、全3巻、新書判
  1. 1998年12月9日第1刷発行（1998年12月発売）、ISBN 4-06-325805-X
  2. 2000年2月10日第1刷発行（2000年2月発売）、ISBN 4-06-325867-X
  3. 2000年10月13日第1刷発行（2000年10月発売）、ISBN 4-06-325908-0
- 『ポチといっしょ』、講談社 〈ワイドKC Kiss〉、全5巻、A5判
  1. 1999年4月13日第1刷発行（1999年4月発売）、ISBN 4-06-337391-6
  2. 2000年7月13日第1刷発行（2000年7月発売）、ISBN 4-06-337448-3
  3. 2001年12月13日第1刷発行（2001年12月発売）、ISBN 4-06-337476-9
  4. 2003年6月13日第1刷発行（2003年6月発売）、ISBN 4-06-337525-0
  5. 2005年2月10日第1刷発行（2005年2月発売）、ISBN 4-06-337565-X
- 『愛された娘』、角川書店 2000年11月10日初版発行（2000年11月発売）、ISBN 4-04-853289-8、B6判
- 『恋に落ちたシンデレラ』、キャロル・グレイス（原作）、ハーレクイン〈HQ comics〉 2007年3月1日初版第1刷発行（2007年3月1日発売）、ISBN 978-4-596-95007-9、B6判 - 書き下ろし
- 『富豪の愛人』、ハーレクイン〈ハーレクインコミックス★キララ〉 2009年8月11日第1刷発行（2009年8月11日発売）、ISBN 978-4-596-97024-4、B6判
- 『口にできない愛』、ハーレクイン〈ハーレクインコミックス★キララ〉 2010年10月11日初版第1刷発行（2010年10月11日発売）、ISBN 978-4-596-97104-3、B6判
- 『魔女は愛のセラピスト』、ローリー・フォスター（原作）、ハーレクイン〈ハーレクインコミックス★キララ〉 2012年1月11日初版第1刷発行（2012年1月11日発売）、ISBN 978-4-596-97196-8、B6判
- 『息づく素肌』、エイミー・アンドルーズ（原作）、ハーレクイン〈HQ comics〉 2013年3月1日初版第1刷発行（2013年3月1日発売）、ISBN 978-4-596-95498-5、B6判 - 書き下ろし
- 『幸せの青い蝶』、ハーレクイン〈ハーレクインコミックス★キララ〉 2013年3月11日初版第1刷発行（2013年3月11日発売）、ISBN 978-4-596-97280-4、B6判
- 『恋の病は治らない』、ハーレクイン〈ハーレクインコミックス★キララ〉 2018年3月11日初版第1刷発行（2018年3月10日発売）、ISBN 978-4-596-97686-4、B6判
- 『あの夜をさがして』、ハーレクイン〈ハーレクインコミックス○パール〉 2020年8月1日初版第1刷発行（2020年8月1日発売）、ISBN 978-4-596-41332-1、B6判
- 『わたしの中の他人』、ハーレクイン〈ハーレクインコミックス○パール〉 2022年2月1日初版第1刷発行（2022年2月1日発売）、ISBN 978-4-596-31610-3、B6判

#### 漫画アンソロジー
- 『YOUNG ROSE ラヴストーリー・アンソロジーI』、角川書店 〈ヤングロゼコミックスDX〉 1997年9月16日初版発行（1997年9月発売）、ISBN 4-04-852862-9、全2巻、A5判
- 『i comic i-mode meets book』、寿郎社 2002年4月1日発行（2002年4月発売）、ISBN 4-9900757-6-5、A5判 - 「春の贈り物」書き下ろし
- 『幸せな結婚 パール －純粋無垢』、宙出版〈ミッシィコミックス〉 （2002年6月発売）、ISBN 4-87287-679-2、B6判
- 『ラブ・ねこ 1 わんぱくにゃんこ』、芳文社〈まんがタイム MY PAL COMICS〉 2007年10月12日第1刷発行（2007年9月27日発売）、ISBN 978-4-8322-6574-5、新書判、コンビニ向けペーパーバック - 「ネコのひとりごと」3話分収録
- 『ラブ・ねこ 2 甘えん坊にゃんこ』、芳文社〈まんがタイム MY PAL COMICS〉 2008年6月12日第1刷発行（2008年5月28日発売）、ISBN 978-4-8322-6640-7、新書判、コンビニ向けペーパーバック - 「ネコのひとりごと」2話分収録
- 『ラブ・ねこ 3 ぬくぬくにゃんこ』、芳文社〈まんがタイム MY PAL COMICS〉 2008年12月12日第1刷発行（2008年11月27日発売）、ISBN 978-4-8322-6693-3、新書判、コンビニ向けペーパーバック - 「ネコのひとりごと」2話分収録
- 『ラブ・ねこ 4 春風にゃんこ』、芳文社〈まんがタイム MY PAL COMICS〉 2009年4月10日第1刷発行（2009年3月26日発売）、ISBN 978-4-8322-6728-2、新書判、コンビニ向けペーパーバック - 「ネコのひとりごと」2話分収録
- 『ラブ・ねこ 5 ブサかわにゃんこ』、芳文社〈まんがタイム MY PAL COMICS〉 2009年8月12日第1刷発行（2009年7月28日発売）、ISBN 978-4-8322-6762-6、新書判、コンビニ向けペーパーバック - 「ネコのひとりごと」2話分収録
- 『ラブ・ねこ 6 おひるねにゃんこ』、芳文社〈まんがタイム MY PAL COMICS〉 2009年12月12日第1刷発行（2009年11月27日発売）、ISBN 978-4-8322-6798-5、新書判、コンビニ向けペーパーバック - 「ネコのひとりごと」1話分収録
- 『ラブ・ねこ 7 アイドルにゃんこ』、芳文社〈まんがタイム MY PAL COMICS〉 2010年3月15日第1刷発行（2010年2月27日発売）、ISBN 978-4-8322-6827-2、新書判、コンビニ向けペーパーバック - 「ネコのひとりごと」2話分収録
- 『三毛猫ホームズ ミステリー&サスペンスセレクション2』、秋田書店 〈AKITA TOP COMICS WIDE〉 2011年3月10日初版発行（2011年2月24日発売）、ISBN 978-4-253-24236-3、B6判、コンビニ向けペーパーバック
- 『東野圭吾ミステリー2』、秋田書店 〈AKITA TOP COMICS WIDE〉 2012年7月10日初版発行（2012年6月28日発売）、ISBN 978-4-253-24176-2、B6判、コンビニ向けペーパーバック
  - 『東野圭吾ミステリー2』アンコール出版、秋田書店 〈AKITA TOP COMICS WIDE〉 2019年1月26日初版発行（2019年1月17日発売）、ISBN 978-4-253-24939-3、B6判、コンビニ向けペーパーバック
- 『東野圭吾ミステリー傑作選2』、秋田書店 〈秋田文庫〉 2015年8月30日初版発行（2015年8月19日発売）、ISBN 978-4-253-17295-0、A6判

#### 一般書籍
- 『午前0時の冷蔵庫 Cooking Manual Comic ザ・コンビニ料理100』、スコラ 1993年4月21日第1刷発行（1993年4月20日発売）、ISBN 4-7962-0114-9、A5判 - 秋本尚美と共著、32回分を抜粋収録